# حساس كهروضوئي

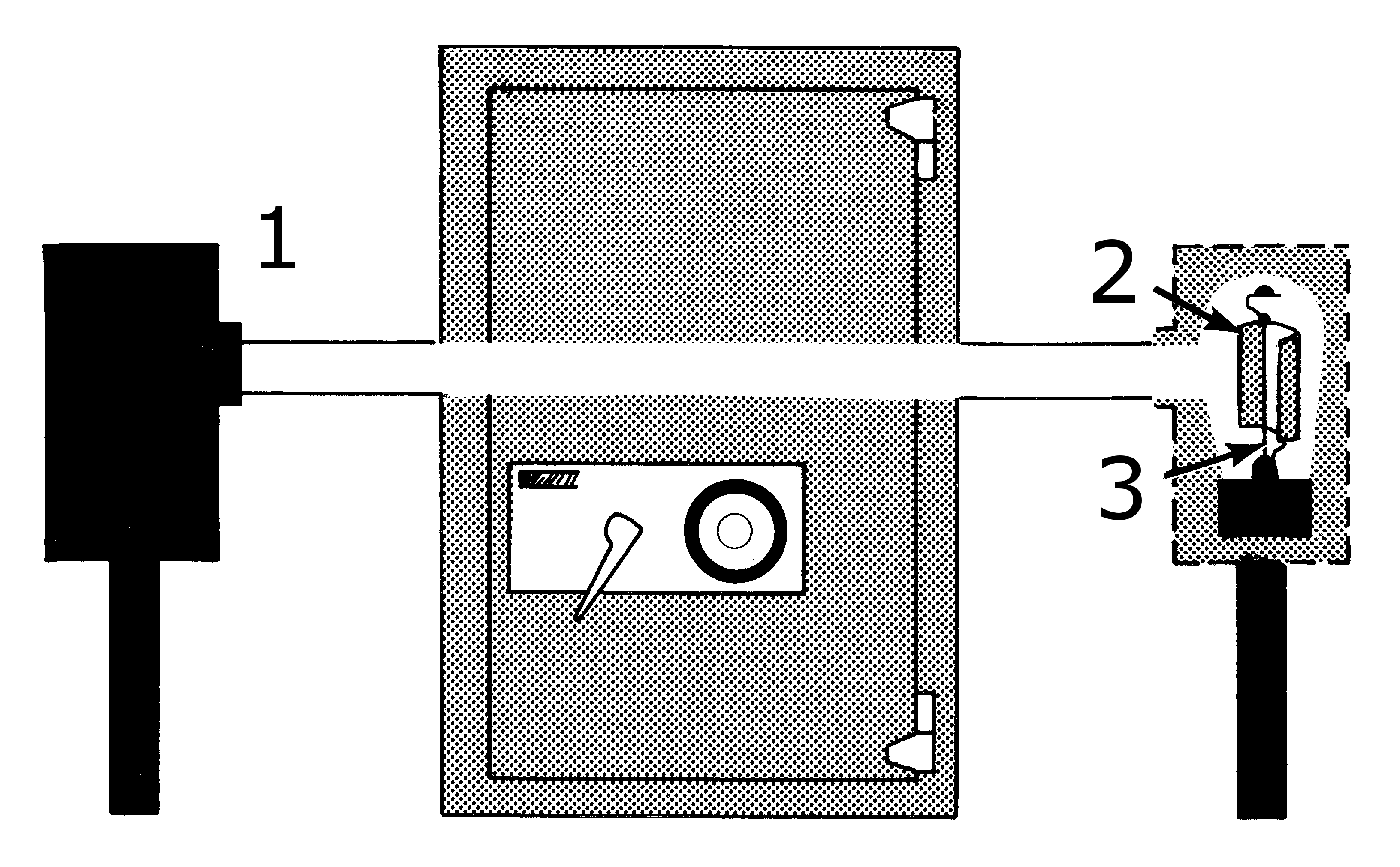
إحدى أشكال الحساس الكهروضوئي، عبارة عن جهاز إرسال ومستقبل عند قطع شعاع الليزر بينهما يستشعر الجهاز بوجود جسم ما.

حساس كهروضوئي، العين الضوئية، جهاز يستخدم للكشف عن المسافة أو غياب أو وجود جسم ما بالاعتماد على الظواهر الكهروضوئية. يستخدم الحساس على نطاق واسع في التطبيقات الصناعية. للحساس ثلاث أنواع مختلفة وهم: حساس معارض (شعاع)، حساس عاكس وحساس القرب.

## الأنواع
يتكون الحساس الكهروضوئي القائم بذاته على الدوائر الإلكترونية الضوئية حيث لا تتطلب سوى مصدر الطاقة. يقوم الحساس بإجراء التعديل الخاص به وإزالة تشكيله وتضخيمه وتبديل المخرجات. توفر بعض الحساسات المستقلة خيارات مثل أجهزة ضبط الوقت أو العدادات المدمجة. مع التقدم التكنولوجي الهائل، أصبحت الحساسات الكهروضوئية أصغر حجما.
تتكون الحساسات التي تعمل بالاستشعار عن بعد من دوائر خاصة لإدخال الطاقة، التضخيم وتبديل الخرج. كلما كانت لوحة التحكم أصغر كلما كان الحساس أصغر.

## وسائط الاستشعار

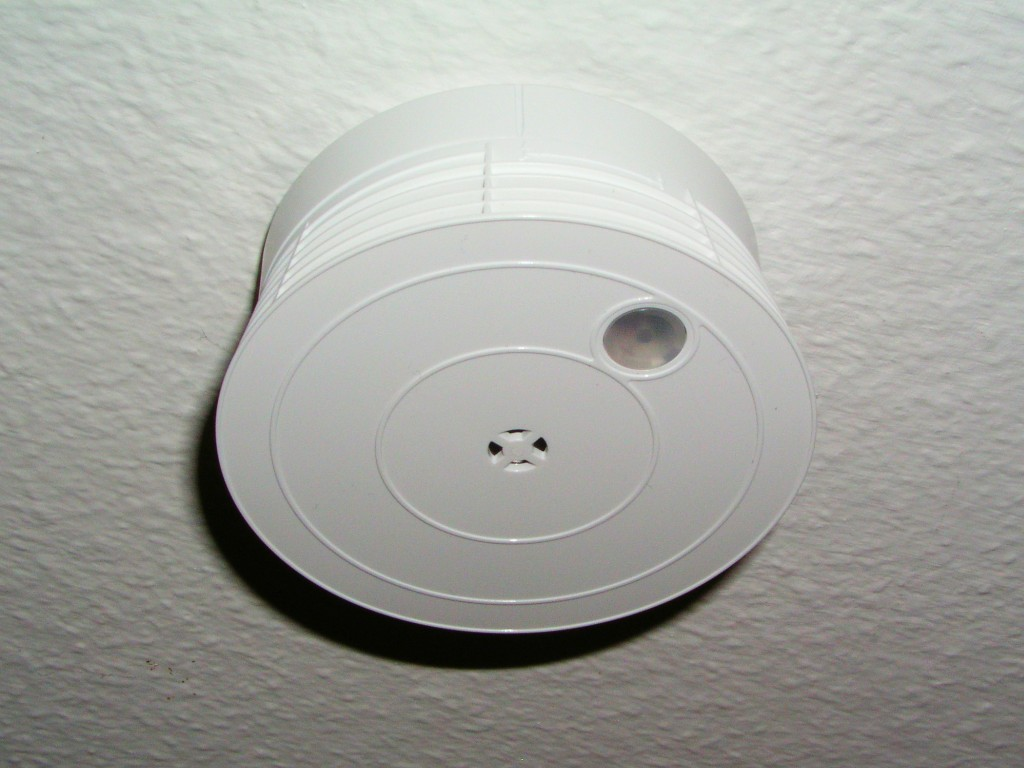
حساس الدخان أحد تطبيقات حساسات الحزم الضوئية.

- حساس الحزم الضوئية من مستقبل موجود داخل خط رؤية المرسل. يتم اكتشاف وجود جسم ما عندما يتم حظر حزمة الضوء.
- الحساس العاكس يتم فيه استبدال جهاز الإرسال والاستقبال بعاكس، يقوم بنفس المهمة التي يقوم بها المستقبل والمرسل، يتم اكتشاف وجود جسم ما عندما يتم حظر حزمة الضوء.
- حساس القرب على عكس الحساسين السابقين يتم اكتشاف وجود الجسم عندما يرى الجهاز المرسل جهاز الإرسال بدلا من أن يحجب الشعاع.

### المميزات والعيوب
| الاسم              | المميزات                                                                               | العيوب                                                                                             |
| ------------------ | -------------------------------------------------------------------------------------- | -------------------------------------------------------------------------------------------------- |
| حساس الحزم الضوئية | - أكثر دقة - أكبر مدى - أكثر موثوقية                                                   | - يجب تثبيت نقطتين على النظام: باعث واستقبال - ذو تكلفة عالية                                      |
| العاكس             | - أقل دقة من حساس الحزم الضوئية بنسبة بسيطة - أطول مدى من حساس القرب - ذو موثوقية جيدة | - يجب تثبيت نقطتين على النظام: حساس وعاكس - أغل ثمنا من حساس القرب - أقل مدى من حساس الحزم الضوئية |
| القرب              | - تثبيت نقطة واحدة - الأقل ثمنا                                                        | - أقل كفاءة - يحتاج لمزيد من الوقت                                                                 |

## وصلات خارجية
- استخدام الحساسات مع أجهزة بي إل سي
- كتالوج شركة داي سورك الألمانية للحساسات الكهروضوئية